# Pignus lautissimum
Pignus lautissimum là một loài nhện trong họ Salticidae.
Loài này thuộc chi Pignus. Pignus lautissimum được Wanda Wesołowska & Anthony Russell-Smith miêu tả năm 2000.